# Hector (Arkansas)
Hector é uma cidade  localizada no estado americano de Arkansas, no Condado de Pope.

## Demografia
Segundo o censo americano de 2000, a sua população era de 506 habitantes.
Em 2006, foi estimada uma população de 524, um aumento de 18 (3.6%).

## Geografia
De acordo com o United States Census Bureau, a localidade tem uma área de 6,0 km², sem área coberta por água. Hector localiza-se a aproximadamente 195 m acima do nível do mar.

## Localidades na vizinhança
O diagrama seguinte representa as localidades num raio de 32 km ao redor de Hector.